# Marcia Henderson
Marcia Anne Henderson (Andover, 22 luglio 1929 – Yakima, 23 novembre 1987) è stata un'attrice statunitense.

## Filmografia parziale

### Cinema
- La baia del tuono (Thunder Bay), regia di Anthony Mann (1953)
- Desiderio di donna (All I Desire), regia di Douglas Sirk (1953)
- Il comandante del Flying Moon (Back to God's Country), regia di Joseph Pevney (1953)
- Delitto alla televisione (The Glass Web), regia di Jack Arnold (1953)
- Anatomia di un delitto (Naked Alibi), regia di Jerry Hopper (1954)
- Colline nude (The Naked Hills), regia di Josef Shaftel (1956)
- Canyon River, regia di Harmon Jones (1956)
- La prigioniera del Sudan (Timbuktu), regia di Jacques Tourneur (1959)
- A Dog's Best Friend, regia di Edward L. Cahn (1959)
- L'occhio ipnotico (The Hypnotic Eye), regia di George Blair (1960)
- Deadly Duo, regia di Reginald Le Borg (1962)

### Televisione
- Studio One – serie TV, un episodio (1951)
- Dear Phoebe – serie TV, 25 episodi (1954-1955)
- The 20th Century-Fox Hour – serie TV, episodio 1x01 (1955)
- Crossroads – serie TV, episodi 1x14-1x31-2x09 (1956)
- Matinee Theatre – serie TV, 10 episodi (1955-1958)
- The Millionaire – serie TV, 3 episodi (1956-1959)
- The Gray Ghost – serie TV, episodio 1x21 (1957)
- The Restless Gun – serie TV, episodio 2x12 (1958)
- The Further Adventures of Ellery Queen – serie TV, episodio 1x11 (1958)
- Bat Masterson – serie TV, 2 episodi (1958-1959)
- L'uomo e la sfida (The Man and the Challenge) – serie TV, episodio 1x12 (1959)
- Men Into Space – serie TV, episodio 1x05 (1959)
- Ricercato vivo o morto (Wanted: Dead or Alive) – serie TV, episodi 2x06 (1959)
- The Best of the Post – serie TV, episodio 1x03 (1960)
- Bachelor Father – serie TV, un episodio (1962)

## Doppiatrici italiane
Nella versione in lingua italiana dei film da lei interpretati, Marcia Henderson è stata doppiata da:
- Rosetta Calavetta in La baia del tuono, Desiderio di donna, Canyon River
- Dhia Cristiani in Il comandante del Flying Moon, Delitto alla televisione
- Maria Pia Di Meo in L'occhio ipnotico

## Teatro
- Peter Pan (1950)
- The Moon Is Blue (1955)